# Unilever
У́нілевер, Ю́нілевер (англ. Unilever) — британська компанія, один з світових лідерів на ринку продуктів харчування та товарів побутової хімії (зокрема парфумерії). Штаб-квартира компанії знаходиться в Лондоні. Міжнародний спонсор війни проти України.

## Історія
Заснована 1929 року внаслідок об'єднання нідерландського виробника маргарину «Margarine Unie» та піонера миловаріння британської компанії «Lever Brothers». Логіка об'єднання полягала в тому, що обидва виробники імпортували один і той самий продукт для виробництва — пальмова олія, яку отримували з зарубіжних плантацій. За рахунок масштабності закупівель це дозволило компаніям заощадити і отримати вигоду.
У 1989 році Unilever купив Calvin Klein Cosmetics і Fabergé.
У 1996 році Unilever придбала Helene Curtis Industries.
У 2000 році Unilever придбала Maille, Ben & Jerry's і Slim Fast за 1,63 млрд. фунтів стерлінгів та Bestfoods за 13,4 млрд. фунтів стерлінгів. Придбання Bestfoods збільшило масштаби Unilever в Америці. Компанія додала до свого портфоліо торгові марки Knorr, Marmite, Bovril та Hellmann.
5 листопада 2007 року компанія підписала угоду про продаж свого бренду Boursin французькому виробнику молочних продуктів Le Groupe Bel за €400 млн.
У 2008 році Unilever була відзначена на 59-й щорічній технологій та інженерних Emmy Awards за «видатні досягнення в області технології Advanced Media для створення та розповсюдження інтерактивних комерційної реклами, що поставляється через цифрові абонентські приставки».
25 вересня 2009 року Unilever придбав особистий бізнес Сари Лі.
9 серпня 2010 року Unilever підписав угоду про придбання активів з норвезької групи TINE.
29 листопада 2020 року компанія стала 100% британською компанією.

## Діяльність
У числі основних продуктів компанії Unilever — морозиво «Algida»,  «Solero», «Carte D'Or», «Viennetta», «Ben & Jerry's», «Інмарко», «Breyers» і «Magnum», сир «Boursin», чай «Lipton», мило «Dove» та «Lux», засоби для догляду за порожниною рота «Close Up» і «Vaseline». До злиття «Procter & Gamble» та «Gillette» компанія була найбільшим виробником споживчих товарів у світі.
Підрозділ компанії з виробництва косметики Unilever Cosmetics International (випускало парфумерію під торговими марками Calvin Klein, Cerruti, Vera Wang, Chloe, Lagerfeld) у 2005 році було продано американській компанії Coty за $800 млн.
Чисельність персоналу — 174 тис. чоловік. У 2008 році виручка компанії виросла на 0,8 % до € 40523 млн, прибуток зріс на 27,7 % до € 5,285 млрд.
Понад 44 % продажів компанії здійснюється в країнах, що розвиваються (на 2007 р.). Підрозділ компанії з виробництва миючих засобів та засобів особистої гігієни забезпечує 45 % продажів групи і близько 2/3 бізнесу в країнах, що розвиваються.
З 2007 р. проводить реструктуризацію підрозділів з метою ефективного управління корпорацією.

### Діяльність в Україні
1 червня 2016 року компанія відкрила чайну фабрику потужністю 2 тис.тон чаю в рік в Гостомелі Київська обл. На будівництво підприємства площею в 9 тис. м² компанія витратила 8,3 млн євро. На заводі виробляють чай марок Lipton, Brooke Bond та Бесіда.
На думку голови правління компанії Unilever Пола Полмана, «Дуже своєчасним є саме зараз інвестувати в Україну, як потенційно дуже привабливий і перспективний ринок, який показує економічне зростання».

## Продукти
- Харчова продукція:
  - Calvé
  - Crème Bonjour
  - Rama
  - Bertolli
  - Knorr
  - Hellmann's
  - Балтімор (кетчупи, томатна паста, майонези, соуси, гірчиця, оцет)
  - Pomo d'Oro

- Побутова хімія та особиста гігієна:
  - Dove
  - Rexona
  - Axe
  - Timotei
  - Domestos
  - OMO
  - CLEAR
  - Cif
  - Sunsilk
  - Sunlight

- Морозиво
  - Альгіда (Algida)
  - Інмарко (Инмарко)
  - Solero
  - Magnum
  - Carte D'Or
  - Breyers
  - Klondike
  - Viennetta
  - Cornetto
  - Ben & Jerry's

## Керівництво
- Нілс Андерсен (Nils Andersen, нар. 8 липня 1958 року) - голова ради директорів з квітня 2015 року; також голова компаній AkzoNobel (хімічна промисловість) і Worldwide Flight Services (вантажні авіаперевезення), член Європейського круглого столу промисловців; з 2007 по 2016 рік очолював транспортну компанію Maersk.
- Алан Джоуп (Alan Jope, нар. 1964 року) - генеральний директор із січня 2019 року, у компанії з 1985 року.

## Санкції
Після повномасштабного вторгнення Росії в Україну компанія пообіцяла призупинити весь імпорт і експорт своєї продукції в росію та з неї, а також припинити всі медійні та рекламні витрати. Unilever "продовжуватиме постачати жителям країни продукти харчування та засоби гігієни, виготовлені в Росії". Однак через рік прибуток Unilever Russia подвоївся з 4,8 млрд рублів (€56 мілн) у 2021 році до понад 9,2 млрд рублів (€108 млн) у 2022 році. Крім того, завдяки отриманому значному об’єму прибутку (+91%) ТОВ «Юнілевер Русь» вдалося збільшити капітал до 34,5 млрд рублів у 2022 році з 25,3 млрд рублів у 2021 році або на +37%.Податків до бюджету РФ за 2022 рік ТОВ «Юнілевер Русь» заплатило близько $50 млн.
3 липня 2023 року НАЗК внесло британську корпорацію Unilever до переліку міжнародних спонсорів війни. Компанія є одним зі світових лідерів на ринку продуктів харчування та товарів побутової хімії. Їй належать понад 400 брендів, продукція випускається на 280 підприємствах, зокрема: Domestos, Axe, Rexona, Dove, Calve, Rama, Brooke Bond, Crème Bonjour, CIF, Knorr, Sunsilk, Timotei, CLEAR, Чиста Лінія та інші. 